# Lanvénégen
Lanvénégen is een gemeente in het Franse departement Morbihan (regio Bretagne). De plaats maakt deel uit van het arrondissement Pontivy. De gemeente telde 1.133 inwoners op 1 januari 2022.

## Geografie
De oppervlakte van Lanvénégen bedroeg op 1 januari 2022 29,42 vierkante kilometer; de bevolkingsdichtheid was toen 38,5 inwoners per km².

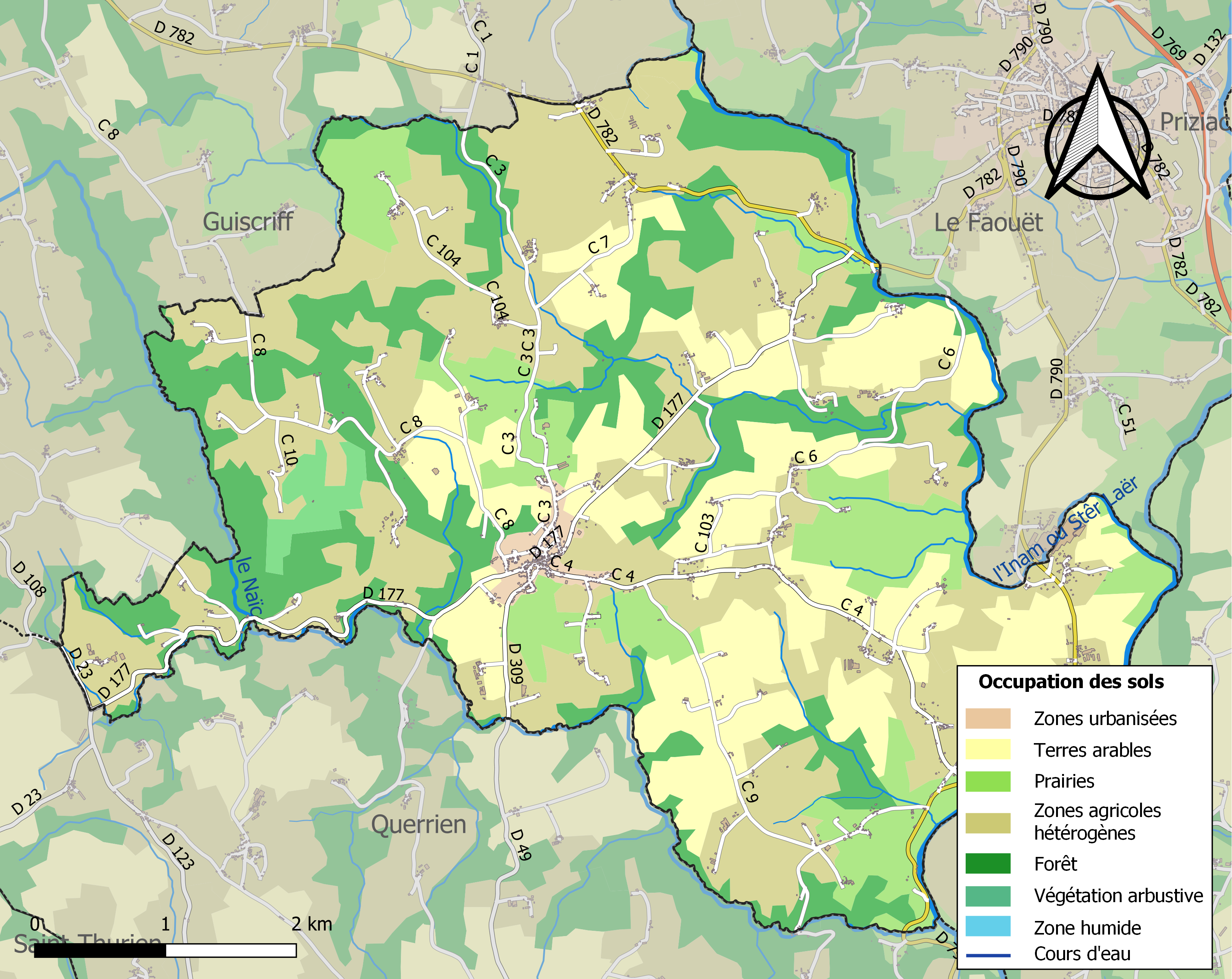
Kaart van de gemeente met de belangrijkste infrastructuur, bodemgebruik en omliggende gemeenten

## Demografie
Onderstaande figuur toont het verloop van het inwonertal (bron: INSEE-tellingen).